# Lady (Jack Jersey)
Lady is een single van Jack Jersey uit 1988. Op de B-kant staat Give me love. Hij schreef beide nummers samen met Tom Peters die ook de producer van het werk was.
Het is een liefdesverklaring. Sinds het eerste moment dat hij zijn geliefde ontmoette, kan hij haar niet meer vergeten. Zij is de enige die het verdient om zijn dame (lady) te zijn.

## Hitnoteringen
De single kwam bij Veronica niet verder dan de Tipparade. In de Nationale Hitparade was het volgende verloop te zien.
| Lady in de Nationale Hitparade van 20-2-1988 t/m 16-4-1988 | Lady in de Nationale Hitparade van 20-2-1988 t/m 16-4-1988 | Lady in de Nationale Hitparade van 20-2-1988 t/m 16-4-1988 | Lady in de Nationale Hitparade van 20-2-1988 t/m 16-4-1988 | Lady in de Nationale Hitparade van 20-2-1988 t/m 16-4-1988 | Lady in de Nationale Hitparade van 20-2-1988 t/m 16-4-1988 | Lady in de Nationale Hitparade van 20-2-1988 t/m 16-4-1988 | Lady in de Nationale Hitparade van 20-2-1988 t/m 16-4-1988 | Lady in de Nationale Hitparade van 20-2-1988 t/m 16-4-1988 | Lady in de Nationale Hitparade van 20-2-1988 t/m 16-4-1988 | Lady in de Nationale Hitparade van 20-2-1988 t/m 16-4-1988 |
| Week                                                       | 1                                                          | 2                                                          | 3                                                          | 4                                                          | 5                                                          | 6                                                          | 7                                                          | 8                                                          | 9                                                          |                                                            |
| ---------------------------------------------------------- | ---------------------------------------------------------- | ---------------------------------------------------------- | ---------------------------------------------------------- | ---------------------------------------------------------- | ---------------------------------------------------------- | ---------------------------------------------------------- | ---------------------------------------------------------- | ---------------------------------------------------------- | ---------------------------------------------------------- | ---------------------------------------------------------- |
| Positie                                                    | 88                                                         | 79                                                         | 71                                                         | 63                                                         | 61                                                         | 59                                                         | 75                                                         | 92                                                         | 99                                                         | uit                                                        |